# Markvartice, Třebíč
Markvartice là một làng thuộc huyện Třebíč, vùng Vysočina, Cộng hòa Séc.